# Barbara Ganz
Barbara Ganz (Schlatt bei Winterthur, 28 juli 1964) is een wielrenner uit Zwitserland.

## Carrière
In 1985 en 1989 won Ganz de eendagswedstrijd Giro del Lago Maggiore. Ook de GP Chiasso won ze meerdere jaren, ze zegevierde in 1988, 1989 en 1992
Op de Olympische Zomerspelen van 1988 reed Ganz op het onderdeel wegrace, en finishte als 40e.
Op de Wereldkampioenschappen baanwielrennen 1992 reed Ganz naar een zilveren medaille op de puntenkoers, terwijl ze in 1990 al eens brons haalde op het onderdeel achtervolging.